# Společensky prospěšné podnikání
Společensky prospěšné podnikání (jinými slovy sociální podnikání nebo také podnikání s přesahem) je označení pro podnikatelskou aktivitu, jejímž cílem je řešit společenský nebo environmentální problém. Podnikání zde slouží jako prostředek a primárním cílem není zisk, ale udržitelné řešení daného problému. Zisk je zpravidla investován zpět do rozvoje podniku.
Výraz vychází z anglických pojmů Social Business a Social Entrepreneurship. V českém prostředí bývá toto téma často spojováno s termínem „sociální podnikání“ nebo „sociální firma“ zaměstnávající osoby znevýhodněné na trhu práce. Inkluzivní přínos je jedním z možných aspektů společensky prospěšného podnikání, nikoliv však jediným.
Společensky prospěšní podnikatelé se mohou realizovat například ve vzdělávání, v péči o zdraví, v ochraně životního prostředí, v boji s chudobou, při řešení energetických problémů, v ochraně lidských práv, při prosazování rovných příležitostí, v péči o znevýhodněné osoby apod.

## Postavení v ekonomice
Sociální podnikání ze své charakteristiky vyčnívá mezi pro-ziskovými formami podnikání. Jelikož sociální podniky existují primárně za jiným účelem než je generování zisku, lze je z hlediska cílů řadit do třetího sektoru mezi nestátní neziskové organizace a obecně prospěšné společnosti.
Souhrnným pojmem je veřejně prospěšná organizace, v Česku označovaná jako veřejně prospěšný poplatník.

## Sedm principů podle Muhammada Yunuse
Základní principy společensky prospěšného podnikání formuloval například držitel Nobelovy ceny za mír Muhammad Yunus. O společensky prospěšném podnikání lze podle něj mluvit, pokud platí následující:
1. Účelem podnikání je bojovat s chudobou nebo jiným problémem, který ohrožuje naši společnost (v oblasti vzdělání, péče o zdraví, přístupu k technologiím nebo životního prostředí).
2. Finanční a ekonomická udržitelnost.
3. Investoři dostávají zpět pouze výši svého vkladu. Kromě investice jim nejsou vypláceny žádné dividendy.
4. Poté, co jsou splaceny investice, slouží zisk k rozvoji a zlepšování činnosti podniku.
5. Šetrný přístup k životnímu prostředí.
6. Pracovníci dostávají tržní odměnu, zároveň mají lepší pracovní podmínky.
7. Děláme to s radostí.

## Související pojmy
Sociální firma

Sociální firma může mít při svém podnikání za cíl zaměstnávat občany znevýhodněné na běžném pracovním trhu.
Kolektivní firma
- má za cíl při svém podnikání využívat možností široké skupiny osob k tvorbě zisku
- je komerční společnost umožňující širokým občanským vrstvám kreativně se zapojit do procesu podnikání
- je společnost, která umožňuje fyzickým, nebo malým právnickým osobám obstát v hospodářské soutěži (konkurenci) proti silným nadnárodním společnostem např. společným nákupem zboží, nikoli však karetelem – dohodou o cenách vlastního prodávaného zboží či nabízených služeb

Výrobní družstvo
- zaměstnanci jsou majoritními vlastníky podniku
- společnost není volně obchodovatelná
- většina zaměstnanců zároveň vlastní podíl ve firmě
- jeden podíl rovná se jeden zaměstnanec i jeden rozhodovací hlas

## Organizace a platformy
Ashoka
Tato mezinárodní nevládní organizace usiluje o společnost, ve které platí: „Každý může změnit svět.” Taková společnost totiž dokáže reagovat rychle a efektivně na své sociální problémy, protože doslova každý člověk má možnost se zapojit do jejich řešení a dosáhnout tak pozitivní změny. Ashoka proto podporuje sociální podnikatele, jedince, kteří přinášejí inovativní, udržitelná a replikovatelná řešení sociálních problémů na regionální i globální úrovni. Je to největší světová síť společensky prospěšných podnikatelů s téměř 3000 členy v 70 zemích.
Asociace společenské odpovědnosti
Tato nezávislá platforma sdružuje, propojuje a reprezentuje zájmy společensky odpovědných subjektů v ČR. Zapojuje do tématu společenské odpovědnosti nejen firmy, ale i zástupce veřejné správy, neziskového sektoru, sociálních podniků, škol a jednotlivců. Svou misi Asociace společenské odpovědnosti šíří skrze příběhy malých a středních podniků, rodinných firem i nevládních organizací, kterým se podařilo prostřednictvím odpovědného podnikání dosáhnout pozitivní změny ve společnosti. Provozuje také informační portál o společenské odpovědnosti (CSR) v České republice.
Byznys pro společnost
Je platforma, která propojuje firmy, jež se snaží o odpovědné a udržitelné podnikání. Jejím cílem je také snanovovat standardy pro Společenskou odpovědnost firem (CSR) v České republice.
European Leadership & Academic Institute (ELAI)
Jednou z činností této platformy pro sdílení profesních zkušeností je pořádání tzv. Global Enterpreneurship Week – mezinárodní akce na podporu podnikání, startupů, inovací a obecně podnikavého životního stylu.
Mezinárodní síť Impact Hub
Praktickému rozvoji společensky prospěšného podnikání se věnuje například Impact Hub (prostor pro setkávání, inovace a rozvoj podnikání) a to již ve 4 lokalitách (Praha, Brno, Ostrava, Mladá Boleslav). Konalo se zde pravidelné neformální setkání Social Business Breakfast, na kterém si zástupci společensky prospěšných podniků, neziskovek, bank, vysokých škol, ministerstev a dalších organizací vyměňovali zkušenosti a získávali nové kontakty. Od roku 2011 také Impact Hub pořádá program pro mladé společenské inovátory ve věku 15 - 30 let Social Impact Award. Ze zmíněného programu vznikly například projekty jako Rekola či Czechitas.
Nadace VIA
V programu Lepší byznys podporuje Nadace VIA podnikatelské aktivity nevládních neziskových organizací, sociálních podniků i jednotlivců a neformálních uskupení, které usilují o řešení společenských problémů. Může jít přitom o nápady a záměry, které vnímají sociální podnikání v jeho širším pojetí a nezaměřují se např. pouze na oblast sociální práce. Program se skládá ze vzdělávací (pomoc s tvorbou a ověřováním podnikatelského záměru) a realizační části (finanční podpora a odborná pomoc).
People – Planet – Profit
Posláním organizace P3 (People – Planet – Profit) je teoreticky ukotvit a šířit povědomí o společensky prospěšném podnikání mezi českou odbornou i laickou veřejností. Mimo jiné koordinuje Tematickou síť pro sociální ekonomiku TESSEA a spravuje Adresář sociálních podniků.
Platforma sociálních firem
Cílem Platformy sociálních firem, která sdružuje právnické a fyzické osoby uznávající model sociální firmy, je prosazovat tento model a standardy sociální firmy v ČR, šířit příklady dobré praxe, vzdělávat v oblasti sociálního podnikání a propojovat státní, veřejnou, podnikatelskou a akademickou sféru.

## Programy a soutěže
Akademie sociálního podnikání České spořitelny
Program je určen manažerům sociálních podniků a neziskových organizací. Kromě účasti na workshopech, seminářích a osobních konzultacích účastníci Akademie sociálního podnikání rozpracovávají podrobný podnikatelský plán a učí se získávat potenciálního investora. Autoři nejlepšího podnikatelského plánu získávají finanční příspěvek na jeho rozvoj.
EFASI – Cena Nadace ERSTE za přínos sociální integraci
Toto ocenění je udělováno každé dva roky neziskovým organizacím působícím ve střední a jihovýchodní Evropě. Nadace Erste tak odměňuje a zviditelňuje projekty a organizace, které se prosazují sociální integraci a rovné příležitosti pro všechny. Propagací těchto pozitivních příkladů EFASI přispívá k rozvoji občanské společnosti v regionu.
Laboratoř Nadace Vodafone
Akcelerační program Laboratoř Nadace Vodafone je určen neziskovým organizacím a sociálním podnikům, které využívají technologie pro pozitivní změny ve společnosti a mají ambici oslovit a získat řádově tisíce uživatelů. Tvůrci zajímavých společensky prospěšných nápadů si mohou v Laboratoři ověřit, zda jsou jejich vize životaschopné a zda si jejich technologická řešení najdou platící zákazníky. Laboratoř pomáhá najít vhodné nastavení a ověřit zájem trhu, aby se projekty mohly stát finančně udržitelnými.
Social Impact Award
Program Social Impact Award je určen mladým lidem, kteří chtějí pomáhat a podnikat zároveň. Součástí jsou praktické workshopy a soutěž o nejlepší nápad na společensky prospěšné podnikání. Vítězové získávají finanční odměnu, podporu mentorů a členství v Impact Hubu. Vítězné projekty ze všech zemí, kde se Social Impact Award koná, je možné si prohlédnout v Book of Inspiration.
SozialMarie
Cenu SozialMarie uděluje od roku 2005 soukromá nadace Unruhe („Neklid“) sociálně inovativním projektům. Podporuje vzájemné propojování společensky prospěšných projektů a podněcuje diskusi na téma sociální inovace.
Technologie pro společnost – Nadace Vodafone
Grantový program Technologie pro společnost podporuje inovativní společenské využití moderních informačních a komunikačních technologií. Je určený neziskovým organizacím a spolupracujícím subjektům, které tato řešení využívají v praxi.

### Společensky prospěšné podniky a iniciativy
V českém prostředí již působí řada organizací, podniků, sociálních firem, družstev a iniciativ, které se snaží hledat řešení na problémy ve společnosti a životním prostředí a zároveň usilují o finanční soběstačnost.